# Quintessence (альбом)
Quintessence — четвёртый студийный альбом Borknagar, вышедший в 2000 году.

## Об альбоме
Согласно интервью, этот альбом должен был стать блэковым, что отразилось на качестве звука и тем, что в вокале ICS Vortex’а стало больше традиционного блэкового скрима и меньше чистого пения.
Во время записи альбома Кай К. Лие ушёл из группы и на бас-гитаре стал играть Vortex. Также группу покинули клавишник Ивар Бьорнсон (заменённый Ларсом Недландом) и ударник Грим (заменённый Асгеиром Микельсоном), который покончил с собой за несколько месяцев до выхода альбома. Это последний альбом Borknagar с ICS Vortex’ом, прежде чем он полностью перешёл в Dimmu Borgir.

## Список композиций
- Все песни, кроме отмеченных, написаны Эйстейном Брюном.

1. «Rivalry of Phantoms»- 4:36
2. «The Presence is Ominous» — 4:55
3. «Ruins of the Future» — 4:55
4. «Colossus» — 4:27 (ICS Vortex, A. Микельсон)
5. «Inner Landscape» — 2:51 (Л. Недланд)
6. «Invincible» — 4:25
7. «Icon Dreams» — 4:32 (A. Микельсон)
8. «Genesis Torn» — 5:16
9. «Embers» — 1:26
10. «Revolt» — 6:05

## Участники записи
- ICS Vortex — вокал, бас-гитара
- Эйстейн Брюн — гитара
- Дженс Ф. Райланд — гитара
- Ларс Недланд — синтезатор
- Асгеир Микельсон — ударные